# Marking all!!!
『Marking all!!!』（マーキング オール）は、04 Limited Sazabysの1枚目のミニアルバム。2010年8月24日にRun Run Run Recordsから発売。

## 概要
04 Limited Sazabysのデビューアルバムとしてリリース。前ドラマーUDOが参加した作品は自主制作のシングル「Standing here」と本作のみである。

## 収録曲
全作詞・作曲 GEN
1. Standing Here [3:24]
自主制作シングル「standing here」収録曲。PVが制作されている。
2. Silly Song [2:48]
自主制作シングル「standing here」収録曲。
3. buster call [2:15]
カラオケ機種のLIVE DAMでは「CAVU」に収録されたアレンジ後のbuster callではなく本作のアレンジの音源が使用されている。
PVが制作されている。
4. bless you [3:31]
5. Grasshopper [3:20]
本作のGrasshopperは全編英語詞。
6. sacrifice [3:16]
7. My Life [2:54]